# Coelosternus dissimulatus
Coelosternus dissimulatus är en skalbaggsart som beskrevs av Louis Alexandre Auguste Chevrolat. Coelosternus dissimulatus ingår i släktet Coelosternus, och familjen vivlar. Inga underarter finns listade i Catalogue of Life.